# Aphaenogaster umphreyi
Aphaenogaster umphreyi é uma espécie de inseto do gênero Aphaenogaster, pertencente à família Formicidae.